# ناتیا مارلی
ناتیا مارلی (Gnathia marleyi) گونه‌ای از سخت‌پوستان است. این گونه متعلق به خانواده ناتیده (Gnathiidae) از راسته جورپایان دریایی می‌باشد. میزبان این گونه انگلی ماهی Haemulon flavioliniatum است و از خون و آب میان بافتی آن تغذیه می‌نماید. تاکنون پراکنش ناتیا مارلی صرفاً در دریای کارایب مشاهده شده است. این گونه فقط در دوره نوجوانی تغذیه می‌کند. این گونه به هنگام سیری در میان اسفنج‌ها و جلبک‌های دریایی و آبسنگ‌های مرجانی مرده مخفی می‌شوند.